# Sehun
吳世勳（： O Se Hun, 1994年4月12日—），藝名Sehun（中文：世勳），韓國男藝人，為男子團體EXO及韓國分隊EXO-K及小分隊EXO-SC的成員，隊內擔當領饒舌、領舞。虛構特殊能力為「風」。

## 簡介
吳世勳在1994年4月12日於首爾特別市出生，有一個大三歲哥哥。原就讀首爾新峴高中，後來轉學到首爾公演藝術高中 - 實用舞蹈科。小學六年級和朋友在路邊吃辣炒年糕的時候，有六位星探向吳世勳遞名片，詢問是否來SM娛樂試鏡，吳世勳以為他是壞人，星探追了30分鐘後，他才收下名片。之後通過2007年的SM Casting System而進入公司成為練習生。當練習生的時間大約為五年 ，是EXO第五位公開的成員，同時公佈藝名為世勳，亦屬於EXO-K小分隊。在EXO和EXO-K裡排行忙內，是年紀最小的成員，即忙內擔當。2012年4月8日以男子組合EXO一員出道。因出眾的時尚感聞名。2023年12月21日正式入伍，為團隊內最晚入伍的成員。

## 演藝經歷

### 2012年至2017年：出道

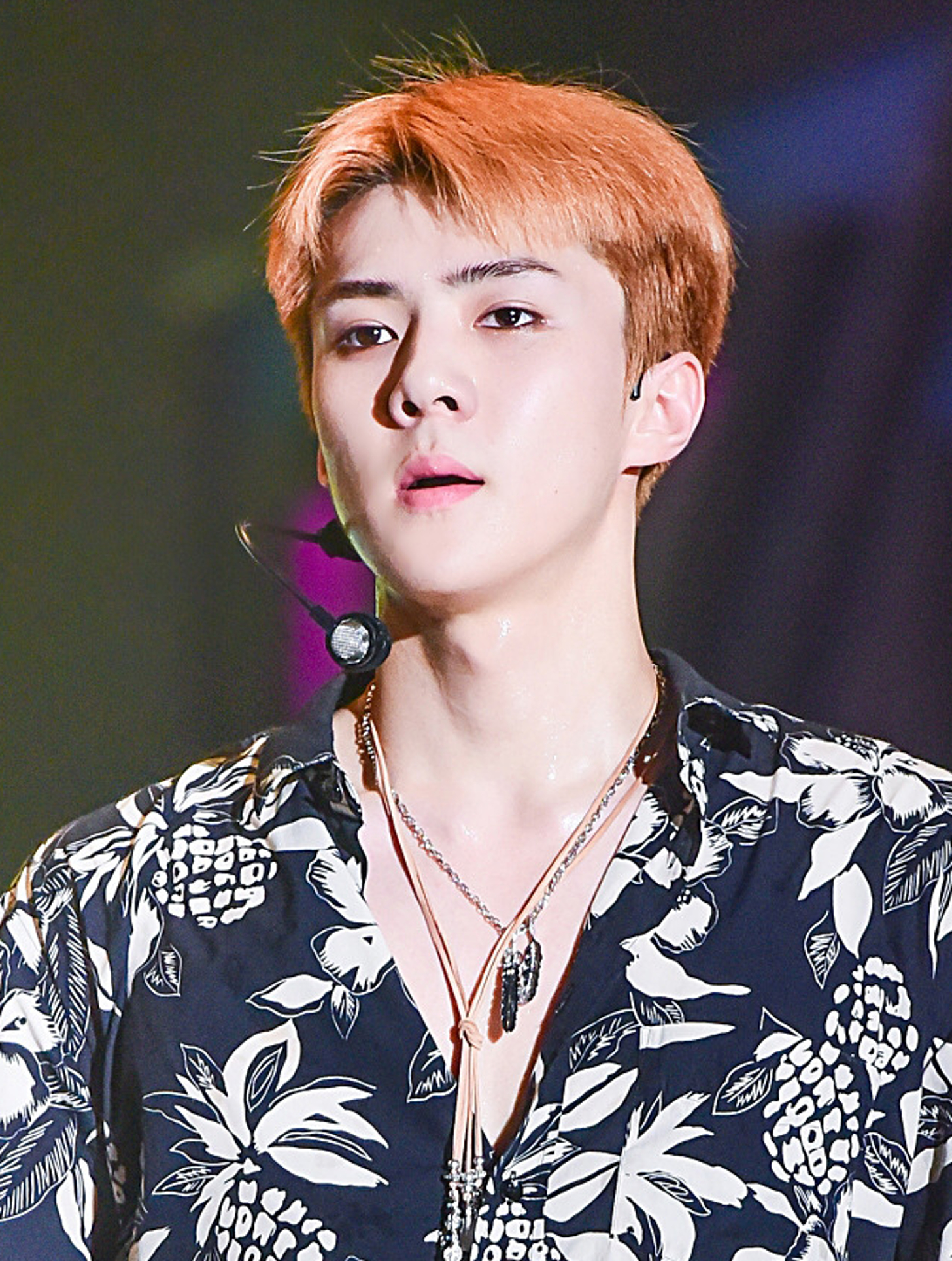
世勳於2017年7月24日Show! Music Core

2012年4月8日，世勳以EXO及小分隊EXO-K成員身份出道。
2015年10月12日世勳出席於首爾江南區林蔭路舉辦的EXR旗艦店開幕活動。
2016年12月7日世勳出席於首爾舉辦的MaxClinic Spa by Myrten 開幕活動。
2017年3月8日世勳出席於法國巴黎羅浮宮舉辦的Louis Vuitton 2017秋冬時裝秀。10月27日出席於香港IFC國際金融中心舉辦的Valentino - 2018早春系列VLTN展覽暨開幕酒會。11月16日出席於香港海港城舉辦的Moncler 旗艦店開幕活動。

### 2018年至現今：戲劇發展、EXO-SC
2018年2月7日與EXO成員Chanyeol一同出席於首爾清潭舉辦的Prada Comics快閃店酒會。世勳3月23日與EXO成員Chanyeol，Kai一同出席於香港中環舉辦的Major League Baseball旗艦店開幕活動。
5月4日，世勳首檔固定綜藝節目《犯人就是你》於Netflix開始播出。同月，世勳確定將出演樂天免稅店網絡劇《女神締造者》並擔任男主角之一。9月7日，世勳主演的網絡電影《獨孤Rewind》上映，世勳在電影中飾演男主角姜赫。
9月，世勳與陳偉霆共同擔任義大利頂級男裝品牌Ermenegildo Zegna XXX系列服飾的品牌全球形象代言人。
2019年6月28日，SM娛樂宣佈世勳將與燦烈組成EXO第二個小分隊EXO-SC並將於7月22日發行首張迷你專輯《What a life》出道。
7月2日，世勳成為泰國海苔品牌《Tao Kae Noi（小老闆）》代言人。消息一公開，#TaokaenoiXSehun便占據熱搜。9月23日，世勳於泰國曼谷舉辦《Tae Kae Noi x Sehun - First In Bangkok 2019》粉絲見面會。10月1日，世勳擔任成員Chen《Dear My Dear》專輯發售紀念Showcase主持人。
2020年1月，世勳受邀出席品牌“Berluti”於巴黎舉辦的時裝週，並為品牌拍攝了畫報，將透過《W Korea》的三月刊公開。
6月，世勳成為“Dr. Jart+ 蒂佳婷”中國區代言人。同月，世勳確定出演電影《海賊：汪洋爭霸》續集：《海賊：鬼怪的旗幟》，飾演海盜團中一名花美男神射手。
2020年7月13日 所属小分队EXO-SC发行第一张正规一辑《1 Billion Views》并获得热烈的反应。
9月，世勳成為品牌“Cartier”的數字項目《Pasha de Cartier》的第二位主人公，並透過 JTBC公開合作影片。
10月12日，世勳成為韓國護膚化妝品牌“Some By Mi”代言人並公開畫報，展現自然主義氛圍的感性風格。13日，雜誌《Esquire Korea》宣佈世勳成為“Dior Men”的New Face，將會穿着從藝術家Judy Blame處獲得靈感的2020-2021年Dior Men冬季系列服裝登上最新一期《Esquire Korea》。
2021年3月14日，由世勳和中國女演員吳倩擔任男女主角的電影《我愛喵星人》上映。電影於2016年拍攝，更是首部世勳擔正的電影，卻遇上限韓令，結果一推就5年。
12月，國際奢侈品品牌“Dior”宣佈世勳成為品牌全球代言人。
2022年2月，印尼護膚品牌“White Lab”宣佈世勳將成為品牌代言人。
2022年，参演电影《海盗2：鬼怪的旗帜》。[67]
2023年1月1日，参加《SMTOWN LIVE 2023:SMCU PALACE@ KWANGYA》。5月5日，主演的电视剧《我们曾经爱过的一切》播出。

## 國際評價
2017年3月，世勳受邀出席於巴黎舉辦的「2017路易威登秋冬時裝秀」時，獲VOGUE美國版評選為“Best Dressed Man”，贏得國際媒體盛讚。
2018年5月，世勳再次出席於巴黎舉辦的「2019路易威登早春秀」，並再次獲Vogue選為“Best Dressed Man”。

## 學歷
- 首爾 忘憂小學
- 首爾 新峴中學
- 首爾 新峴高中(轉學) → 首爾公演藝術高中實用舞蹈科

## 音樂作品
— 所屬團體之所有共同作品，請參閱EXO音樂作品列表和EXO-SC#音樂作品。

### 個人作品
| 年份   | 歌曲名稱   | 專輯名稱                               | 備註       |
| 2014年 | Beat Maker | 《Exology Chapter 1: The Lost Planet》 |            |
| 2017年 | A GO       | 《EXOPLANET ＃4 - The EℓyXiOn -》      |            |
| 2018年 | We Young   | 《STATION X 0》                        | 與Chanyeol |
| 2020年 | On Me      | 《10億點擊 (1 Billion Views)》         |            |

### 創作作品
| 年份   | 日期    | 歌曲名稱                               | 專輯名稱                       | 演唱藝人 | 作曲 | 填詞 |
| 2019年 | 7月22日 | What A Life                            | 《What A Life》                | EXO-SC   |      |      |
| 2019年 | 7月22日 | Just Us 2                              | 《What A Life》                | EXO-SC   |      |      |
| 2019年 | 7月22日 | Closer To You                          | 《What A Life》                | EXO-SC   |      |      |
| 2019年 | 7月22日 | Borderline                             | 《What A Life》                | EXO-SC   |      |      |
| 2019年 | 7月22日 | Roller Coaster                         | 《What A Life》                | EXO-SC   |      |      |
| 2019年 | 7月22日 | Daydreamin'                            | 《What A Life》                | EXO-SC   |      |      |
| 2020年 | 7月13日 | 10億點擊 (1 Billion Views) (feat.MOON) | 《10億點擊 (1 Billion Views)》 | EXO-SC   |      |      |
| 2020年 | 7月13日 | Say It (feat.PENOMECO)                 | 《10億點擊 (1 Billion Views)》 | EXO-SC   |      |      |
| 2020年 | 7月13日 | Rodeo Station                          | 《10億點擊 (1 Billion Views)》 | EXO-SC   |      |      |
| 2020年 | 7月13日 | Telephone (feat. 10cm)                 | 《10億點擊 (1 Billion Views)》 | EXO-SC   |      |      |
| 2020年 | 7月13日 | Jet Lag                                | 《10億點擊 (1 Billion Views)》 | EXO-SC   |      |      |
| 2020年 | 7月13日 | Fly Away (feat. Gaeko)                 | 《10億點擊 (1 Billion Views)》 | EXO-SC   |      |      |
| 2020年 | 7月13日 | On Me                                  | 《10億點擊 (1 Billion Views)》 | Sehun    |      |      |

## 影視作品
— 所屬團體之所有共同作品，請參閱EXO影視作品列表。

### 電影
| 上映日期      | 電影名稱             | 角色 | 性質 | 備註     |
| 2018年9月7日  | 《獨孤Rewind》       | 姜赫 | 主角 | 網絡電影 |
| 2021年3月14日 | 《我愛喵星人》       | 梁渠 | 主角 |          |
| 2022年1月26日 | 《海賊：鬼怪的旗幟》 | 韓弓 | 配角 |          |
| 待上映        | 《親愛的阿基米德》   | 言溯 | 主角 |          |

### 電視劇
| 年份    | 電視臺 | 劇名           | 角色   | 性質   | 集數  |
| 2013年  | JTBC   | 《皇家別墅》   | 吳世勳 | 客串   | 第2集 |
| 2021 年 | SBS    | 《現正分手中》 | 黃治亨 | 男配角 |       |

### 網絡劇
| 年份   | 播放平臺      | 劇名                 | 角色   | 性質 | 集數   |
| 2015年 | LINE TV       | 《我的鄰居是EXO》    | 吴世勳 | 主角 | 全集   |
| 2018年 | Naver TV Cast | 《女神締造者》       | 吴世勳 | 主角 | 第七集 |
| 2018年 |               | 《獨孤Rewind》       | 姜厚   | 主角 | 全集   |
| 2023年 | TVING         | 《我們相愛過的一切》 | 高有   | 主角 | 全集   |

### 節目固定出演
| 日期                           | 電視臺   | 節目名稱                   | 備注       |
| 2018年5月4日 - 6月1日          | Netflix  | 《犯人就是你》             |            |
| 2018年9月5日 - 10月30日        | 虎牙直播 | 《SM超級偶像聯賽》         | 與Baekhyun |
| 2019年11月8日                  | Netflix  | 《犯人就是你（第二季）》   |            |
| 2021年1月22日                  | Netflix  | 《犯人就是你（第三季）》   |            |
| 2021年9月13日 - 27日           | tvN      | 《借給你帶輪子的家》       |            |
| 2021年9月23日 - 10月21日       | 虎牙直播 | 《SM超級偶像聯賽第十三季》 |            |
| 2021年12月15日 - 2022年1月13日 | 虎牙直播 | 《SM超級偶像聯賽第四十季》 |            |

### 主持
| 年份   | 日期    | 電視臺 | 節目名稱           | 備注              |
| 2013年 | 8月23日 | KBS2   | 《Music Bank》     | 待機室 Special MC |
| 2014年 | 1月4日  | MBC    | 《Show！音樂中心》 | Special MC        |

### 音樂錄影帶
| 年份   | 日期    | 歌曲名稱        | 歌手            | 備注             |
| 2012年 | 4月30日 | 《Twinkle》     | 少女時代-太蒂徐 |                  |
| 2014年 | 8月29日 | 《Yo!》         | 神話            | 《EXO 90：2014》 |
| 2015年 | 5月6日  | 《Who Are You》 | BoA             |                  |
| 2018年 | 9月14日 | 《We Young》    | Sehun、Chanyeol | 《STATION X 0》  |

## 個人見面會
- Tae Kae Noi x Sehun - First In Bangkok 2019

| 日期          | 地點     |
| 2019年9月23日 | 泰國曼谷 |

## 主持活動
| 日期          | 活動名稱                         | 地點            |
| 2019年10月1日 | 《Dear My Dear》發售紀念Showcase | Yes24 Live Hall |

## 獎項

### 大型頒獎禮獎項
| 年份   | 頒獎典禮                  | 獎項                                        | 作品           | 結果 |
| 2016年 | 第5屆Gaon Chart K-POP大獎 | 微博人氣獎                                  |                | 獲獎 |
| 2017年 | 第6屆Gaon Chart K-POP大獎 | 年度粉絲投票人氣獎                          |                | 獲獎 |
| 2017年 | 第5屆音悅V榜年度盛典      | 盛典之夜最受歡迎藝人獎                      |                | 獲獎 |
| 2017年 | FASHIONISTA AWARDS 2017   | Global Icon                                 |                | 獲獎 |
| 2018年 | 第3屆亞洲明星盛典         | 人氣獎（演員部門）                          |                | 獲獎 |
| 2019年 | 14th Annual Soompi Awards | Best Idol Actor                             | 《獨孤Rewind》 | 獲獎 |
| 2019年 | 微博星耀盛典              | 年度星耀盛典男神                            |                | 獲獎 |
| 2019年 | 第4屆亞洲明星盛典         | AAA x Dongnam Media & FPT Polytechnic人氣獎 |                | 獲獎 |

### 個人榮譽
| 年份   | 獲獎項目                                    |
| 2017年 | TC Candler 全球100張最帥面孔 第9名          |
| 2017年 | 2017 Instagram Awards - 2017 Top 5 Accounts |
| 2018年 | TC Candler 全球100張最帥面孔 第15名         |
| 2019年 | TC Candler 亞太區100張最帥面孔 第2名        |
| 2019年 | TC Candler 全球100張最帥面孔 第33名         |
| 2020年 | TC Candler 亞太區100張最帥面孔 第2名        |

## 外部連結
- EXO-K的新浪微博
- EXO的Facebook專頁
- YouTube上的EXO-K頻道
- EXO的Instagram帳戶
- SEHUN的新浪微博
- SEHUN的Instagram帳戶